# Marcus Thätner
Marcus Thätner (ur. 11 lutego 1985) – niemiecki zapaśnik startujący w stylu klasycznym. Olimpijczyk z Pekinu 2008, gdzie zajął osiemnaste miejsce w kategorii 66 kg.
Jedenasty na mistrzostwach świata w 2009. Brązowy medalista mistrzostw Europy w 2007.
Czterokrotny mistrz Niemiec w 2005, 2007, 2008 i 2011; drugi w 2006 i 2009, a trzeci w 2010 roku.